# Dipcadi cowanii
Dipcadi cowanii là một loài thực vật có hoa trong họ Măng tây. Loài này được (Ridl.) H.Perrier mô tả khoa học đầu tiên năm 1935.